# Angelika Kauffmann
|  | Ikke at forveksle med Angelika Kaufmann - de:Angelika Kaufmann, født 1935 i Kärnten, Østrig |
Maria Anna Angelika/Angelica Katharina Kauffman (født 30. oktober 1741 Chur, Graubünden, død 5. november 1807 i Rom) var en schweizisk-østrigsk malerinde.

## Elev af faderen
Kauffman var elev af sin far, maleren Joseph Johann Kauffmann. Hun var smuk, med udpræget talent for musik, sang og sprog og beriget på studierejser rundt om i Italien og ved samliv med adskillige af tidens åndelige storheder (eksempelvis Johann Joachim Winckelmann) med datidens fineste åndsuddannelse; det ry, hendes tegne- og maletalent, især i portrætfaget, havde skaffet hende i snævrere, finere cirkler, bredte sig snart videnom.
Sammen med faren malede hun en del, også al fresco, i sin gamle hjemstedsegn Schwarzenberg; hun sværmede for antikken, kopierede i Italien mange gamle mesterværker og malede mængder på egen hånd. I England, hvortil hun rejste 1766, og hvor hun opnåede den sjældne ære at blive akademimedlem, nåede hendes anseelse sit højdepunkt; hendes sentimentale blik på antikken, hendes "litterære", følelsesfulde emner, også ofte af pseudo-romantisk farve, og hendes lette, graciøse malemåde tog de dannedes kredse med storm.
Allerede i navnene fra hendes billeder, gengivne i hundreder af stik (særlig i punktermanér), mærker man åndsretningen: Gensynet mellem Edgar og Elfride, Samma paa Benonni’s Grav, det smukke Psyche aftørrer med sit Haar Amors Taarer, Herman og Thusnelda (Wiens Hofmuseum), Religionen og Dyderne (Londons National Gallery, 1798), Ariadne (Dresdens Museum), det store Dyden mellem Klogskaben og Forførelsen (malet sammen med Zucchi; Philadelphia) og Gracchernes Moder (en "naturlig og meget lykkelig komposition" [Goethe]).

## Portrætkunst
Dygtigst var hun dog i sine talrige portrætter: Anton Raphael Mengs, Goethe (hvem hun omgikkes meget med i Rom 1786—87 [se hans rejsebreve]), Lady Hamilton, Winckelmann (Frankfurts Museum), Ludvig af Bayern (Münchens ny Pinakotek), Prinsesse Maria af Churland som Vestalinde (Dresdens Galleri, der også ejer Sibylle), Baronesse Krüdener med Børn (Louvre), Hertuginde Amalie af Weimar samt mange selvportrætter (Berlin, München, Londons Portrætgalleri, Innsbrucks Ferdinandeum, Philadelphia, Firenzes Uffizi).
Et giftermål i London med en eventyrer, som med sit slebne væsen udgav sig for en svensk grev Horn, men nok havde været dennes kammertjener, bragte hende megen græmmelse og svind i hendes store formue. Ægteskabet blev, på grund af hans kriminelle bedrifter, snart erklæret ugyldigt, og 40 år gammel ægtede hun sin fars ven, den elskværdige og trofaste, men lidet betydende maler Antonio Zucchi. 1781 rejste hun tilbage til Italien og dannede i Rom et af æstetiske ånder meget søgt hjem.

## Vurdering
Er det vel for en stor del ydre omstændigheder, ikke mindst det sjældne i, at en kvinde på den tid så energisk kastede sig over kunsten, der har kastet glans over hendes navn, indeholder dog hendes kunst i sig selv adskilligt værdifuldt, og kunsthistorisk set er den desuden i høj grad betegnende for tidens smag. Den havde en behagelig og behændig, men ret rutineret og overfladisk farvegivning og var svag i form og linjer; dens herskende evne var, som Goethe har sagt det, det lyse og lette i form, farve, anlæg og behandling, det ynde- og smagfulde. Hendes 36 raderinger viser også megen kunstnerisk evne. Efter hendes død opstilledes hendes buste i Pantheon.

## Værker (udvalg)
- Selvportræt, 1770-1775
- Portræt af den unge Goethe, 1787.
- Portræt af Louisa Leveson Gower, 1767
- L'Allegra, 1779
- Farvel til Abélard Heloise, 1780
- Portræt af en dame som vestalinde, ca. 1780
- Allegori af poesi og musik, 1782
- Scene med Miranda og Ferdinand, 1782
- Juliane von Krüdener og hendes søn Paul, 1786
- Portræt af Grevinde Anna Protassowa med hendes niecer, 1788
- Venus overbeviser Helen at høre Paris, 1790
- Alcestis' død, 1790
- Jesus og den samaritanske kvinde ved Jakobs brønd, 1796
- Portræt af Madame Latouce, hustru til John Latouche
- David Garrick, ukendt år.
- Lady Henderseon af Fordell, 1771.
- Antonio Zucchi, 1781.
- Cornelia mater Gracchorum, 1785.

## Udstillinger
- Retrospektive Angelika Kauffmann (270 works, c. 450 ill. ), Düsseldorf, Kunstmuseum (Nov. 15th 1998 - Jan. 24th 1999); München, Haus der Kunst (Febr. 5th - April 18th 1999); Chur, Bündner Kunstmuseum (May 8th - July 11th 1999).

## Ældre litteratur som angivet i Salomonsens Konversationsleksikon
- Wessely i Dohmes Kunst und Künstler
- Wilhelm Schram, Die Malerin Angelica Kauffmann, Brünn, 1890
- F.A. Gerard, Angelica Kauffmann, London, 1892
- Engels, Kauffman, 19034